# هنری سیرز
هنری سیرز (انگلیسی: Henry Sears; ۳۰ اکتبر ۱۹۲۹ – ۱۹ مارس ۲۰۰۳) معمار اهل کانادا بود.